# Santa Fe Springs
Pour les articles homonymes, voir Santa Fe.
Santa Fe Springs est une municipalité située dans le comté de Los Angeles, dans l'État de Californie, aux États-Unis. Au recensement de 2010 sa population était de 16 223 habitants.

## Démographie
| 1960   | 1970   | 1980   | 1990   | 2000   | 2010   |
| ------ | ------ | ------ | ------ | ------ | ------ |
| 16 342 | 14 750 | 14 520 | 15 520 | 17 438 | 16 223 |

## Personnalités
Laura Berg (1975-), joueuse de softball, triple championne olympique.